# Louis Maurer
Louis Maurer, né le 21 février 1904 à Lausanne et mort le 1er mai 1988, est un footballeur et entraîneur suisse. 
Il a joué en tant que gardien de but avant d'entraîner notamment l'Équipe de Suisse de football ainsi que l'Olympique de Marseille, avec lequel il connaîtra la première relégation de l'histoire du club.